# (473083) 2015 HG144
(473083) 2015 HG144 es un asteroide perteneciente al cinturón de asteroides, descubierto el 15 de abril de 2010 por el equipo del Mount Lemmon Survey desde el Observatorio del Monte Lemmon, Arizona, Estados Unidos.

## Designación y nombre
Designado provisionalmente como 2015 HG14.

## Características orbitales
2015 HG144 está situado a una distancia media del Sol de 2,936 ua, pudiendo alejarse hasta 3,419 ua y acercarse hasta 2,453 ua. Su excentricidad es 0,164 y la inclinación orbital 5,433 grados. Emplea 1837 días en completar una órbita alrededor del Sol.

## Características físicas
La magnitud absoluta de 2015 HG144 es 16,5.